# La donna è mobile
Pour le film, voir La donna è mobile (film).
Comme la plume au vent
La donna è mobile (prononcé : [la ˈdɔnna ɛ ˈmɔːbile]) est l'aria que le personnage du Duc de Mantoue (ténor) entonne dans le troisième et dernier acte de l'opéra Rigoletto de Giuseppe Verdi, créé en 1851. Son texte développe quelques vers de Victor Hugo dans Le roi s'amuse qui lui-même les aurait empruntés au roi François Ier.
C'est l'un des airs d'opéra les plus populaires en raison de sa facilité de mémorisation et de son accompagnement dansant. On raconte que Verdi en interdit la diffusion jusqu'à la première au théâtre de La Fenice de Venise, pour préserver l'effet de surprise.
L'opéra comme l'air individualisé ont été interprétés par de nombreux ténors célèbres :  Enrico Caruso, Plácido Domingo, Luciano Pavarotti, José Carreras, Roberto Alagna, Jonas Kaufmann, Vittorio Grigolo, Pene Pati etc. L'air a été chanté pour la première fois par Raffaele Mirate lors de la création de l’opéra le 11 mars 1851 à La Fenice.

## Les trois «versions»
Le caractère trivial de  La donna è mobile reflète le lieu – les bas-fonds de la ville de Mantoue – et la situation dans laquelle elle est chantée. Avec son aspect « superficiel », au-delà de la légèreté, parfaitement incarné par la musique, elle traduit la propre vision du Duc à propos de la vacuité du caractère féminin, où la femme est considérée comme une plume au vent, susceptible de varier tant d'idées que de discours au premier changement d'humeur ou selon le cours des événements. Le Duc se prépare alors à rencontrer une fille des rues, Maddalena, la sœur de Sparafucile, le tueur à gages auquel Rigoletto a commandé l'assassinat de son maître.
Le sens réel de la chanson n'apparaît de fait que lors des deux reprises et non lors de sa première exposition sous sa forme complète en deux strophes.
La première reprise intervient lorsque le Duc monte l'escalier de la maison de Sparafucile pour aller faire un somme au grenier en attendant que Maddalena le rejoigne. L'air est alors seulement fredonné, se révélant pour ce qu'il est, une chansonnette que le Duc s'amuse à entonner (ce que les musicologues qualifient également de musique de scène). Les fragments de mélodie que le Duc omet çà et là sont entonnés par la clarinette qui nous donne ainsi la clef des pensées du personnage qui continue naturellement à penser la mélodie y compris lorsqu'il ne la fredonne pas.
Encore plus intéressante est l'ultime occurrence, après que Sparafucile, à la demande insistante de Maddalena, a tué un voyageur au lieu du Duc. Ni le frère, ni la sœur, ni Rigoletto ne savent ce qui s'est réellement passé. Au contraire, Rigoletto croit que le corps que le sicaire lui a remis dans un sac est celui de son maître et il s'apprête, triomphant, à le jeter dans le Mincio. C'est alors qu'il entend faiblement la voix du Duc qui, du lointain, entonne l'habituelle chanson. Seulement à ce moment-là, La donna è mobile se révèle pour ce qu'elle est réellement : un chef-d'œuvre d'ironie tragique, souligné par le caractère trivial de la musique qui grince avec tant de force dans son contexte dramaturgique.
Et c'est seulement à cette occasion que Verdi indique l'aigu final, mais piano, perdendosi poco a poco in lontano, accentuant ainsi l'effet de la sinistre farce.

## La musique

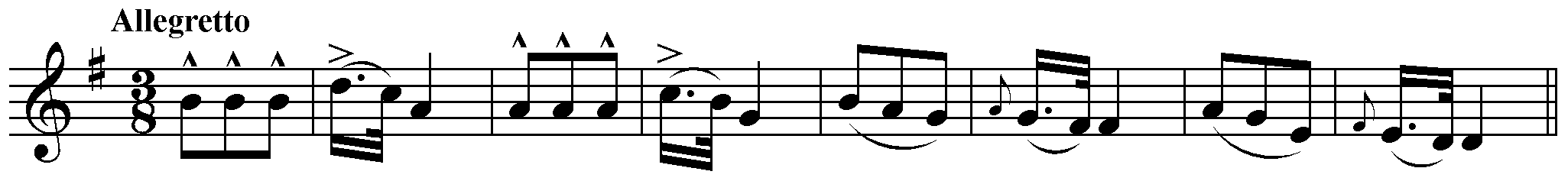
Partition

La première exposition, en si majeur, est notée Allegretto. La mesure à 3/8 (à trois temps binaire, la croche égale un temps) est marquée par un premier temps appuyé confié aux instruments graves (contrebasses, violoncelles, deuxième basson et tuba) et les deuxième et troisième, légers et rebondis, joués par les violons et les cors.
La basse, conformément au choix du compositeur d'utiliser un registre de style populaire, alterne la tonique et la dominante si et fa # pendant dix-sept mesures. Bien que l'orchestre soit symphonique avec ses pupitres de cordes, l'écriture est du type orchestre d'harmonie : la mélodie du ténor, avec ses retombées caractéristiques, est annoncée de manière pesante (en dépit de l'indication pianissimo) par tous les bois, en plus des violons et des violoncelles.
Le caractère populaire, de quasi ritournelle, est confirmé par la cadence parfaite qui ferme la strophe con forza. Suit une seconde strophe, souvent omise dans le passé, identique musicalement à la première.
La seconde exposition, pendant que le Duc monte au grenier, diffère avec la mélodie jouée à la clarinette plus legato, moins brillamment. D'ailleurs, comme il est indiqué sur la partition, le personnage termine son chant addormentandosi poco a poco.
Les impertinents staccatos initiaux (La – don – na è …) et les accents ajoutés sur le second temps de la mesure, comme de mazurka (mo – bil … ven – to), reviennent au contraire dans la dernière exposition, brisée par le dramatique récitatif de Rigoletto et conclue sur le si aigu.
La présence de l'aigu final, un si, dans les précédentes expositions est issue d'une tradition qui ne tient pas compte de la partition et donc, de la volonté du compositeur qui avait écrit un si final à un octave au-dessous.

## Texte et traductions
Les vers de Francesco Maria Piave sont divisés en deux strophes. Chaque strophe s'articule en deux tercets formés par trois vers de cinq syllabes dont un double : une irrégularité qui constitue une grâce métrique qui dissimule une structure plus simple de quatre doubles vers de cinq syllabes.
| Texte italien La donna è mobile Qual piuma al vento, Muta d'accento - e di pensiero. Sempre un amabile, Leggiadro viso, In pianto o in riso, - è menzognero. È sempre misero Chi a lei s'affida, Chi le confida - mal cauto il core! Pur mai non sentesi Felice appieno Chi su quel seno - non liba amore! | Traduction littérale La femme est changeante Telle une plume au vent, Elle change de ton - et d'idée. Toujours un aimable, Gracieux visage, En larmes ou en rire, - est mensonger. Il est toujours malheureux Celui qui se fie à elle, Celui qui lui confie - imprudemment son cœur ! Pourtant il ne se sent jamais Pleinement heureux Celui qui sur ce sein - ne boit pas l'amour ! | Version française Comme la plume au vent Comme la plume au vent Femme est volage Est bien peu sage - qui s'y fie un instant. Tout en elle est menteur, Tout est frivole, C'est chose folle - que lui livrer son cœur Femme varie, femme varie, Fol qui s'y fie - un seul instant Comme la plume au vent Femme est volage Est bien peu sage - qui s'y fie un instant. Trompé par leurs doux yeux, J'ai l'air d'y croire, Bornant ma gloire - à tromper encore mieux. Femme varie, femme varie, Fol qui s'y fie - un seul instant. |